# Бастаррика, Гуидо
Гуидо Бастаррика (исп. Guido Baztarrica; 9 февраля 1915, 9 Июля, провинция Буэнос-Айрес — 11 июля 1991, Монтевидео) — уругвайский футболист, полузащитник.

## Карьера
Гуидо Бастаррика родился в семье Сантьяго Бастаррики и Росы Чирильяно. Дед Гуидо, Мартин Бастаррика, был солдатом в армии Хулио де Ведии во время войны с индейцами. Он начал свою карьеру в 1931 году в клубе «Атланта». 31 мая Гуидо дебютировал в составе команды в матче с «Ривер Плейтом» (0:1). Всего за клуб он сыграл в 39 матчах, забив 17 голов. В 1932 году Бастаррика, который начал сезон в составе «Атланты», перешёл в клуб «Бока Хуниорс». Он дебютировал в составе команды 27 марта 1932 года во встрече с «Индепендьенте» (0:2). 24 апреля того же года он забил первый мяч за клуб, поразив ворота «Тигре» (4:3). Всего в том сезоне он сыграл в шести матчах. В январе 1934 года Гуидо провёл ещё две встречи за «Боку». В 1935 году он сыграл в пяти матчах чемпионата Аргентины, выиграв этот турнир. Всего в составе «Боки Хуниорс» Бастаррика провёл 13 матчей и забил 4 гола.
В 1937 году Гуидо перешёл в клуб «Кильмес». Там футболист выступал на протяжении четырёх сезонов, проведя 57 матчей и забив 13 голов. В 1941 году Бастаррика уехал в Уругвай, став игроком местного «Расинга». В 1943 году полузащитник перешёл в «Пеньяроль». Годом позже он выиграл с командой чемпионат страны и Турнир Чести. В 1944 году Бастаррика уехал в Бразилию, став игроком «Флуминенсе». 17 июня он дебютировал в составе команды в матче с «Фламенго», в котором забил единственный в матче гол. 25 марта 1945 года аргентинец сыграл последнюю встречу за «Флуминенсе», в которой его клуб проиграл «Васко да Гаме» со счётом 1:4. Всего за клуб полузащитник сыграл в 17 матчах и забил 5 голов.
В ноябре 1945 года Бастаррика стал игроком «Атлетико Минейро». 9 ноября он провёл первый матч за клуб против «Палмейраса» (1:1). В составе команды Гуидо сыграл в четырёх матчах и забил один гол, поразив ворота «Крузейро». Бастаррика стал первым аргентинцем, выступившим в составе «Атлетико Минейро». После этого он возвратился в Уругвай, где работал тренером. В частности, Гуидо возглавлял в 1963 году «Расинг», а в 1964 и 1967 годах клуб «Белья Виста». Бастаррика стал одним из основателей Уругвайской ассоциации футбольных тренеров. Помимо этого, Гуидо работал спортивным журналистом. В частности, вёл программу «Crónicas Deportivas» на радиостанции Radio CX 25 и был участником телепрограммы «Glorias Deportivas» на Canal 12.

## Достижения
- Чемпион Аргентины: 1935
- Чемпион Уругвая: 1944